# Isa Mustafa
Isa Mustafa (Pristina, 1951. május 15. –) koszovói politikus. Mustafa 2007 decembere és 2013 decembere között Pristina polgármestere, 2014 decembere és 2017 szeptembere között pedig Koszovó miniszterelnöke volt. 2010 és 2021 között a Koszovói Demokratikus Liga (LDK) vezetője volt. Aktívan részt vett a Koszovó végleges státuszáról szóló bécsi tárgyalásokon a szakértői csoportokban.

## A kezdetek
Mustafa a koszovói Pristina körzetben, a Gollak-felföldön, Prapashtica faluban született 1951. május 15-én koszovói albán szülők gyermekeként. Az általános iskolát és a középiskolát Pristinában végezte, és a Pristinai Egyetem Közgazdaságtudományi Karára járt, ahol mesterfokozatot és PhD fokozatot szerzett. 1974-ben kezdte meg szakmai munkáját, mint vizsgáztató a Pristinai Egyetemen.

## Politikai pályafutása
Isa Mustafa az 1980-as évek elején kezdte politikai karrierjét, 1984 és 1988 között Pristina önkormányzatának vezetője lett. Az 1990-es években, amikor Jugoszlávia felbomlott, Mustafa a száműzetésben lévő Koszovói Köztársaság kormányának gazdasági és pénzügyminisztere lett, aminek a vezetője Bujar Bukoshi volt. Ez idő alatt Musztafa ellen Jugoszlávián belül elfogatóparancsot adtak ki, ami nem vált nemzetközivé, így lehetővé tette számára, hogy Nyugat-Európában dolgozzon. Mustafa nem kért politikai menedékjogot, és szükség esetén bármikor visszatérhetett Koszovóba.
A Koszovói háború 1999-es befejezése után hazatért, de csak 2006-ban tért vissza a politikába Fatmir Sejdiu akkori koszovói elnök politikai főtanácsadójaként.
2007 decemberében a helyi önkormányzati választásokon Pristina polgármestere lett, megelőzve a Koszovói Demokrata Párt (PDK) alelnökét és a Koszovói Felszabadító Hadsereg (UÇK) egyik volt parancsnokát, Fatmir Limajt. 2009 novemberében ismételten megválasztották Pristina polgármesterének.
2010. november 7-én ő lett a Koszovói Demokratikus Liga vezetője, 235 szavazattal 124 ellenében legyőzve Fatmir Sejdiut a pártvezetői választáson.
2013. december 1-jén az önkormányzati választások következtében elvesztette Pristina polgármesteri posztját Shpend Ahmeti feltörekvő politikussal szemben. Ez különösen drámai volt, mivel Pristina történelmileg a Koszovói Demokratikus Liga fellegváraként ismert.
2014. december 8-án a Koszovói Demokratikus Párttal koalícióban Koszovó miniszterelnöke lett. Azt állította, hogy kormánya az ország gazdasági fejlődésére fog összpontosítani.
Miközben 2015. szeptember 22-én a koszovói közgyűlés előtt felszólalt a Szerbiával a koszovói etnikai szerb kisebbség autonómiájáról szóló megállapodásról, valamint a Koszovó és Montenegró közötti határt meghatározó másik megállapodásról, Mustafát ellenzéki képviselők tojással dobálták meg. Később folytatta beszédét, miközben testőrei esernyővel védték.
2017. május 10-én Mustafa elveszítette a bizalmatlansági szavazást, és úgy döntött, hogy nem indul a következő választáson, így Mustafa kormánya sorozatban a harmadik lett, amely úgy bukott meg, hogy nem töltötte le a négyéves mandátumát Koszovóban. Maga helyett Avdullah Hotit jelölte a Demokrata Liga miniszterelnök-jelöltjévé. Mustafa mindaddig maradt a miniszterelnöki poszton, amíg utódját, Ramush Haradinajt 2017 szeptemberében a parlament meg nem választotta a parlamenti választásokat követően.
2019. augusztus 3-án Isa Mustafát harmadszor is újraválasztották a Koszovói Demokratikus Liga élére.
2021. február 15-én Mustafa bejelentette, hogy lemond a Koszovói Demokratikus Liga éléről a 2021-es választásokon elért gyenge eredmény után. Az LDK 2021. március 14-i kongresszusán hivatalosan lemondott, utódja Lumir Abdixhiku lett, aki még aznap Mustafát az LDK tiszteletbeli elnökévé nevezte ki.

## Kormánya
| Pozíció                       | Portfólió                                 | Név                          | Párt   |
| ----------------------------- | ----------------------------------------- | ---------------------------- | ------ |
| Miniszterelnök                | Általános Ügyek                           | Isa Mustafa                  | LDK    |
| Első miniszterelnök-helyettes | Nincs portfólió                           | Hajredin Kuçi                | PDK    |
| Miniszterelnök-helyettes      | Nincs portfólió                           | Kujtim Shala, Ramiz Kelmendi | LDK    |
| Miniszterelnök-helyettes      | Nincs portfólió                           | Branimir Stojanović          | Srpska |
| Miniszter                     | Külügyek                                  | Hashim Thaçi, Enver Hoxhaj   | PDK    |
| Miniszter                     | Kultúra, Ifjúság és Sport                 | Kujtim Shala, Vlora Dumoshi  | LDK    |
| Miniszter                     | Igazságügy                                | Hajredin Kuçi, Dhurata Hoxha | PDK    |
| Miniszter                     | Közigazgatás és Helyi Önkormányzat        | Ljubomir Marić               | Srpska |
| Miniszter                     | Közösségek és visszatérések               | Dalibor Jevtić               | Srpska |
| Miniszter                     | Közigazgatás                              | Mahir Yağcılar               | KDTP   |
| Miniszter                     | Oktatás, Tudomány és Technológia          | Arsim Bajrami                | PDK    |
| Miniszter                     | Pénzügyek                                 | Avdullah Hoti, Agim Krasniqi | LDK    |
| Miniszter                     | Diaszpóra                                 | Valon Murati                 | LB     |
| Miniszter                     | Mezőgazdaság, Erdészet és Vidékfejlesztés | Memli Krasniqi               | PDK    |
| Miniszter                     | Európai integráció                        | Mimoza Ahmetaj               | PDK    |
| Miniszter                     | Gazdasági fejlődés                        | Blerand Stavileci            | PDK    |
| Miniszter                     | Környezet- és területrendezés             | Ferid Agani                  | PD     |
| Miniszter                     | Belpolitika                               | Skënder Hyseni               | LDK    |
| Miniszter                     | Infrastruktúra                            | Hanefi Muharremi             | LDK    |
| Miniszter                     | Kereskedelem és Ipar                      | Hikmete Bajrami              | LDK    |
| Miniszter                     | Egészség                                  | Imet Rrahmani                | LDK    |
| Miniszter                     | Munkaügyi és Szociális Jólét              | Safet Kamberi                | LDK    |
| Miniszter                     | Biztonsági Erő                            | Haki Demolli                 | LDK    |
| Miniszter                     | Nincs portfólió                           | Edita Tahiri                 | ADK    |
| Miniszter                     | Nincs portfólió                           | Rasim Demiri                 | VAKAT  |

## Magánélete
Mustafa felesége Qevsere Mustafa, három gyermeke van, két fia és egy lánya.

## Fordítás
- Ez a szócikk részben vagy egészben  az   Isa Mustafa című angol Wikipédia-szócikk ezen változatának fordításán alapul.  Az eredeti cikk szerkesztőit annak laptörténete sorolja fel. Ez a jelzés csupán a megfogalmazás eredetét és a szerzői jogokat jelzi, nem szolgál a cikkben szereplő információk forrásmegjelöléseként.